# Aphthona venustula
Aphthona venustula es un coleóptero de la familia Chrysomelidae. Fue descrita en 1890 por attica Weise.